# توران امیرسلیمانی
قمرالملوک امیرسلیمانی (۱۵ بهمن ۱۲۸۳ – ۲ مرداد ۱۳۷۳) معروف به ملکه توران، دخترِ عیسی‌خان مجدالسلطنه و نوهٔ مهدی‌قلی‌خان مجدالدوله، از دودمان قاجار، سومین همسرِ رضاشاه و مادرِ غلامرضا پهلوی بود.

## زندگی
او در ۱۲۸۳ خورشیدی به دنیا آمد و تحصیلات خود را تا گرفتن دیپلم از دبیرستان ناموس تهران ادامه داد و در سال ۱۳۰۱ ه. ش در سن ۱۹ سالگی همسر سوم رضا شاه شد، ولی اندکی پس از تولد شاهپور غلامرضا پهلوی، در سال ۱۳۰۲ ه. ش (قبل از تاجگذاری) از وی جدا شد.
ملکه توران پس از جدایی، با پسرش شاهپور غلامرضا زندگی می‌کرد و سال‌ها بعد در سال ۱۳۲۴ با سید ذبیح‌الله ملک‌پور ازدواج کرد. او پس از انقلاب ایران در سال ۱۳۵۷، ایران را ترک کرد و در آلمان اقامت گزید تا اینکه بر اثر کهولت سن به خانه سالمندانی در پاریس سپرده شد و همان‌جا در ۲ مرداد ۱۳۷۳ در سن ۸۹ سالگی درگذشت و در گورستان تیه به خاک سپرده شد.

## تخریب خانه توران
خانه توران امیرسلیمانی در ضلع جنوب غربی تقاطع پسیان و اسماعیلی در منطقه زعفرانیه قرار داشت. این ملک در تاریخ ۲۸ تیر ۱۳۹۵ تخریب شد.